# Famille Larin
 (décembre 2017).
Si vous disposez d'ouvrages ou d'articles de référence ou si vous connaissez des sites web de qualité traitant du thème abordé ici, merci de compléter l'article en donnant les références utiles à sa vérifiabilité et en les liant à la section « Notes et références ».
La Famille Larin est un groupe de musique traditionnelle Franco-Ontarien issue de la ville de Cornwall.
Très influente dans les années 1950 en Ontario français, la famille Larin pratiquait la chanson à répondre, très populaire dans les réveillons traditionnels Franco-Ontarien. Leurs chansons sont issues de la culture canadienne-française et leurs origines sont parfois difficiles à retracer. La grosse majorité de leurs titres ont toutefois été écrits par le père de la famille, Amédée Jos Larin, qui accompagnait ses enfants au piano et au chant. La famille Larin est comparable à d'autres groupes-familles folkloristes de l'époque, tel que La famille Soucy.
Au fil des années, ils ont publié leurs chansons à coup de 78 tours, avec seulement deux chansons (une par côté) pour chaque disque.
Même si Amédée Jos Larin, représentant de la famille, a toujours vécu en Ontario, il a toujours été présenté par les maisons de disques comme québécois.

## Personnalités
- Amédée Jos Larin est né et a vécu toute sa vie à Cornwall, étant franco-ontarien. Il eut sept enfants : Claudette, Norma, Carson, Anita, Fleurette, Bruce et Ray.
- Carson, le seul jeune garçon du groupe, a déménagé à Gatineau une fois à l'âge adulte. Dans la famille, Bruce et Ray étaient trop jeunes pour faire partie du groupe.

## Discographie sélective
Même si leurs chansons ont été d'abord commercialisées sous forme de 78 tours pendant les années 1950 par RCA Victor, elles ont été regroupées quelques années plus tard dans deux albums.
- 1963 : Chansons à répondre (RCA Victor Gala)
- 1969 : Noël à la campagne (Chansons à répondre) (RCA Victor Gala)[2] - Réédité sur CD en 1995 par Sony Music Canada

On peut ainsi lister quelques-unes de leurs chansons à succès, sorties bien avant les compilations sur 33 tours :
- L'enjôleur (1956)
- La lettre du Père-Noël (1956)
- La famille du p'tit Médée
- Le nez des Larin
- Ti-Guste au Jour de l'An
- Oublions l'an passé
- Nos belles Canadiennes
- Napoléon et son violon (1963)

La chanson Le réveillon du jour de l'an (1956) est devenue culte au Québec et en Ontario français, ainsi que Noël à la campagne, connue pour les paroles de son refrain : « Envoye, envoye, ma p'tite jument ». Les deux chansons ont été reprises par le groupe folkloriste La Bottine souriante. Yvon Lambert, l'ancien ailier gauche des Canadiens de Montréal, a repris également la chanson Noël à la campagne en 1976 (réédité en 1979).

## Reprises
Plusieurs artistes ont repris leurs chansons, dont :
- Claire Jolicoeur
- La Bottine souriante
- Gilles Vigneault
- Yves Lambert

## Pour approfondir